# خافيير مينينديث
خافيير مينينديث (بالإسبانية: Javier Menéndez Fernández)‏ هو مبارز بالسيف إسباني، ولد في 23 أغسطس 1982 في هافانا في كوبا.

## وصلات خارجية
- خافيير مينينديث على موقع أوليمبيديا (الإنجليزية)